# Dagor-nuin-Giliath
La Dagor-nuin-Giliath (‘batalla bajo las estrellas’ en sindarin) es una batalla ficticia que forma parte del legendarium creado por el escritor británico J. R. R. Tolkien, que la narra en su libro póstumo El Silmarillion. Es la segunda batalla de las Guerras de Beleriand, pero la primera que implica a los noldor. Fue librada en Mithrim después de la llegada de Fëanor a la Tierra Media.

## Historia ficticia
Los noldor que seguían a Fëanor llegaron a la Tierra Media desembarcando en el estuario del Drengist y, tras quemar sus naves, pasaron a Hithlum y acamparon en la costa norte del lago Mithrim. Su llegada inesperada sorprendió completamente a Morgoth. Pero esta oportunidad es en cierta medida desperdiciada por el mal juicio de Fëanor, que le llevó a prender fuego a los barcos de los teleri. La gran hoguera alertó a Morgoth e hizo que el señor oscuro retrasara sus planes de conquista de Beleriand. En cambio redispuso sus fuerzas para enfrentarse a la nueva amenaza inesperada.
Morgoth aún sabía poco de las fuerzas y habilidades de sus contrarios, pero esperaba destruir a los noldor de Fëanor antes de que se pudieran establecer. Intentó concentrar varios grupos de orcos para lograrlo. Envió una horda desde Angband para atacar en los pasos de montaña de las Ered Wethrin, y avisó a la que ocupaba el este de Beleriand y asediaba los puertos de Círdan en el sur para que se uniera al ataque. Los orcos de Morgoth superaban largamente en número a los noldor Fëanorianos, pero los jefes orcos eran incapaces de coordinar un ataque tan masivo y tomar ventaja de su fuerza conjunta. Los noldor aún disfrutaban del poder de la luz de Valinor, y con sus maravillosas armas y armaduras, así como con el uso de la caballería, inédito hasta entonces en la Tierra Media, derrotaron severamente a los orcos. 
La primera horda fue rápidamente derrotada en Mithrim y se retiró hacia el norte por Ard-Galen, con Fëanor en furiosa persecución con la mayoría de su caballería. Los capitanes orcos del sur mandaban una horda reducida en sus fuerzas por el asedio a los puertos de las Falas tras la Primera Batalla de Beleriand, pero se desplazaron hacia el norte para unirse al ataque. Celegorm, al mando del resto de los noldor Fëanorianos, desvió su línea de marcha en el paso anterior a Eithel Sirion, desviándolos hacia los marjales. Atrapados entre las fuerzas de Celegorm y el marjal de Serech, la mayoría de los orcos perecieron en una batalla de diez días y el resto trataron de huir de vuelta a Angband. 
Fëanor, ciego de ira, persiguió a los orcos por la planicie de Ard-Galen y llegó a distanciarse de su vanguardia. Al borde norte de la planicie, en Dor Daedeloth, los orcos hicieron una parada y Gothmog condujo a sus balrogs desde Thangorodrim en su ayuda. Fëanor descabalgó y luchó solo bastante tiempo, hasta que fue mortalmente herido. Fëanor fue rescatado por sus hijos, pero murió poco después.
La Dagor-nuin-Giliath fue una victoria amarga para los noldor Fëanorianos, pues destruyeron casi todas las fuerzas de Morgoth en los varios encuentros, pero Fëanor cayó, y habían perdido uno de sus príncipes.

### La Batalla del Lammoth
En algunas narraciones de la «Guerra de las Joyas», la Batalla del Lammoth se cuenta como parte de la Batalla bajo las Estrellas. En esas narraciones, inmediatamente tras la salida de la Luna, Fingolfin y el segundo y mayor grupo de los noldor llegaron al Lammoth. Allí fueron atacados por orcos enviados por Morgoth para atacar a Fëanor por su retaguardia, y lucharon su primera batalla, la Batalla del Lammoth. Los noldor de Fingolfin fueron cogidos por sorpresa, y Argon, el hijo de Fingolfin, cayó tras una valiente lucha y con el enemigo ya derrotado. Fingolfin y su grupo persiguieron a los orcos hasta que los destruyeron completamente, y entonces pasaron a Mithrim con la primera salida del Sol.